# 生態系サービス
生態系サービス（せいたいけいサービス、英: Ecosystem services）とは、生物・生態系に由来し、人類の利益になる機能（サービス）のこと。「エコロジカルサービス」や「生態系の公益的機能」（せいたいけいのこうえきてききのう）とも呼ぶ。その経済的価値は、算出法により数字が異なるが、アメリカドルで年平均33兆ドル（振れ幅は16-54兆ドル）と見積もる報告もある。

## 概要

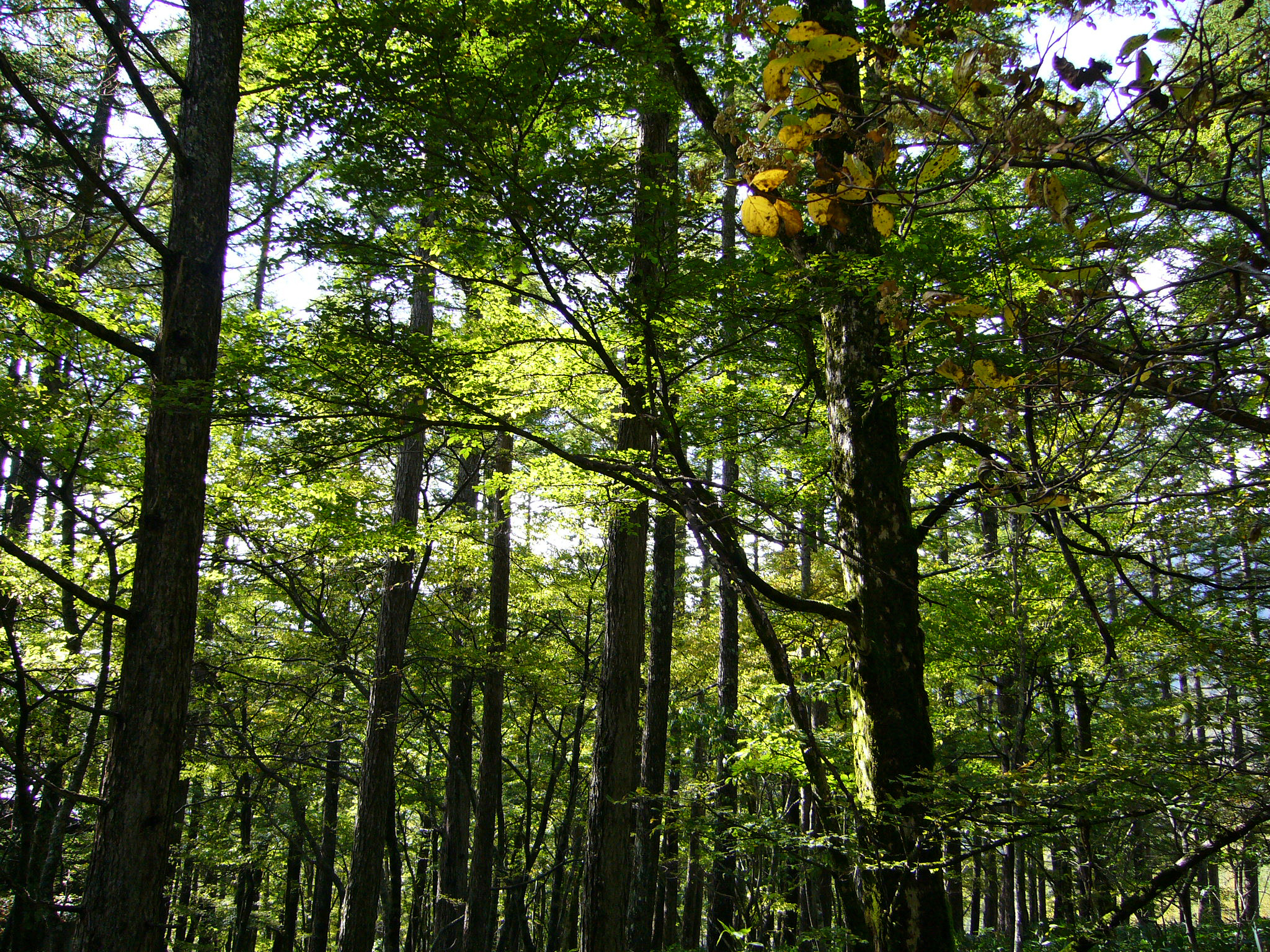
森林の生態系サービスには様々なものがある（酸素供給・土壌流出防止・洪水防止など）

人類は、生態系によって提供される多くの資源とプロセスから利益を得ている。このような利益は、まとめて生態系サービスと呼ばれており、水の浄化や廃棄物の分解といった過程が含まれる。これらの自然の資産を人間が必要とする面において、生態系サービスは、他の生態系に由来する産物や機能と異なっている。生態系サービスは、次の4種類あるいは5種類に分割することができる。
- （供給）食品や水といったものの生産・提供
- （調整）気候などの制御・調節
- （文化）レクリエーションなど精神的・文化的利益
- （基盤）栄養循環[* 5]や光合成による酸素の供給
- （保全）多様性を維持し、不慮の出来事から環境を保全すること　（※海外ではこれを除くことが多い）

人口が増加するにつれ、環境への負荷（エコロジカル・フットプリント）も増加する。多くの人々は、これらの生態系サービスが無償で、壊れることが無く、無限に利用できるという誤解に汚染されていた。しかし、人類による酷使の影響は、絶えず明らかになってきている – 空気と水質はより危険になり、海では魚が濫獲され、伝染病は歴史上の限界を超えて広がり、森林伐採は洪水の調節能力を損なっている。氷で覆われていない地表の約40-50%が人類の活動によって変化あるいは劣化しており、漁場の66%は過剰あるいは限界に達するまで酷使されており、大気の二酸化炭素濃度は産業化開始から30%以上増加しており、過去2000年で鳥類のほぼ25%は絶滅した
。
生態系サービスが脅威にさらされ限界状態になっているだけではなく、人類にとっての短期と長期のニーズのどちらを選択するのかについて早急な判断を迫られている…ということを、社会が理解し始めている。意思決定を行なう際に、人為的に運営される代替物で置き換えるコストに基づいて、多くの生態系サービスの経済価値を評価することが増えている。自然に対する経済価値を定めようとしている進行中の挑戦は、環境・社会的責任・ビジネスチャンス・人類の将来を、理解・管理することを通して、生態系サービスに関する研究が学際方向へ向かうことを促している。

## 歴史
人類は発祥の時から、人間が地球の生態系に依存していることについて、素朴な理解はもっていたであろう。当時は、狩猟採集者として、食糧としての自然産物・激しい気候から身を守る隠れ家としての生息地から利益を得ていた。人類に対するさらに複雑なサービスを生態系が提供するという概念は、少なくともプラトン(紀元前約400年)まで遡る
（彼は森林伐採が土壌流失や水源枯渇を招くかもしれないことを知っていた）。
生態系サービスの現代的な概念化は、1864年にマーシュが地中海沿いの土壌肥沃度に違いがあることを指摘することによって、「地球の天然資源が無限だとの既存概念」を覆したときから、始まったと考えられる
。当時は彼の観察と警告は見過ごされてしまい、その問題に対して再び社会の注意が向けられたのは、1940年代後期であった。この時代に、オズボーン、フォークトおよびレオポルドは、自然資本
の概念を伴った、人間の環境への依存にづき、研究を進展させた。
1956年、シアーズは、廃棄物を処理して栄養循環させる生態系の重要な役割に対する注意を喚起した。エールリッヒによる環境科学の教科書では、次のように注意を喚起している。「人間の生存に対する最も微妙で深刻な脅威は、人間自身の活動に由来する、ヒトという生物種がまさに依存している生態系を破壊する可能性である」 「生態的なサービス」という用語は、『重要環境問題に関する研究』の中で提示され、またそこには昆虫媒介授粉（送粉）・漁場・気候制御・洪水予防がサービスとして例示されている。引き続く数年のうちに、用語が改定され、最終的には生態系サービスが科学文献での標準用語となった。

## 例

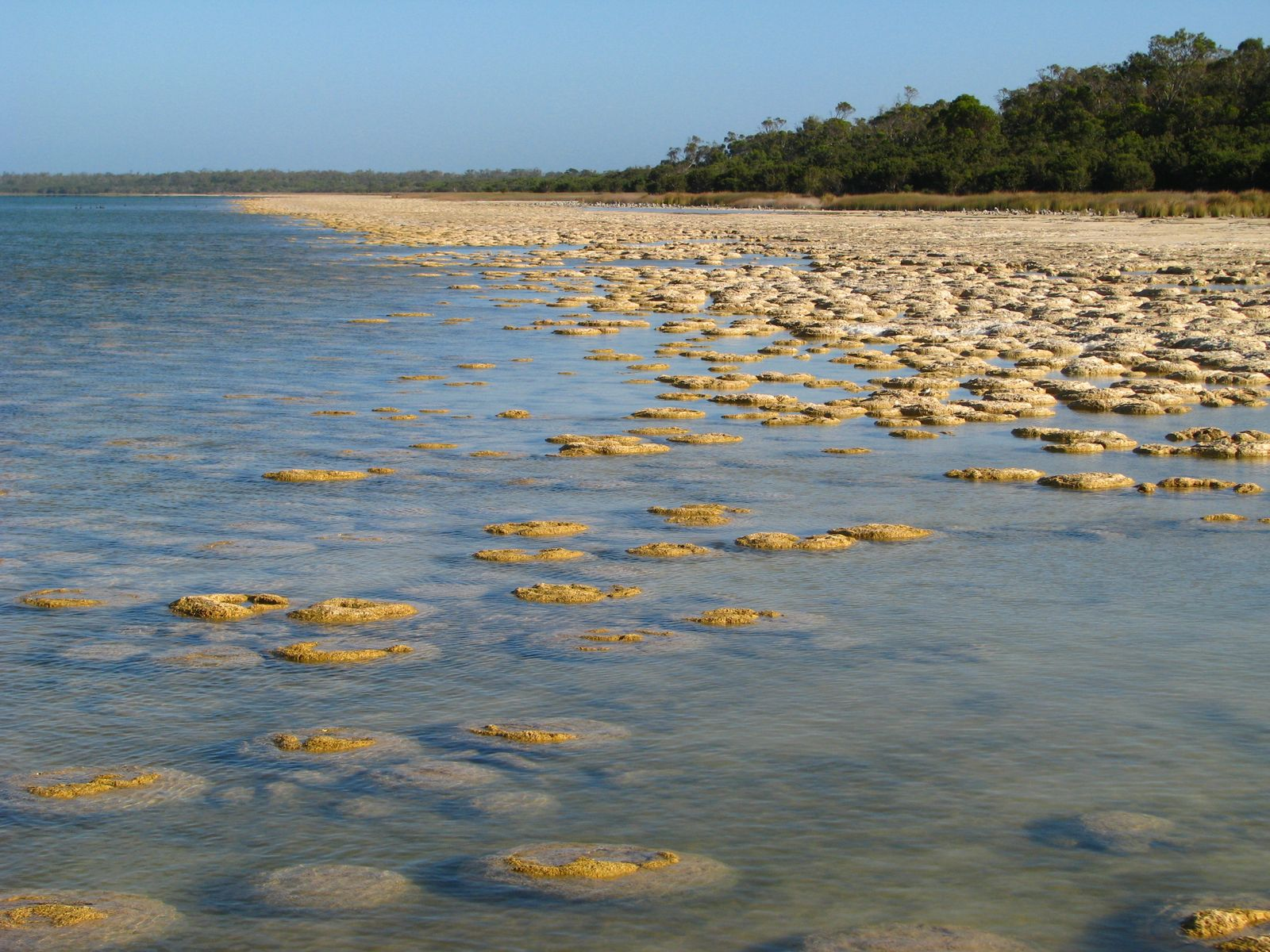
ストロマトライトの藍藻類は、太古から酸素を供給している

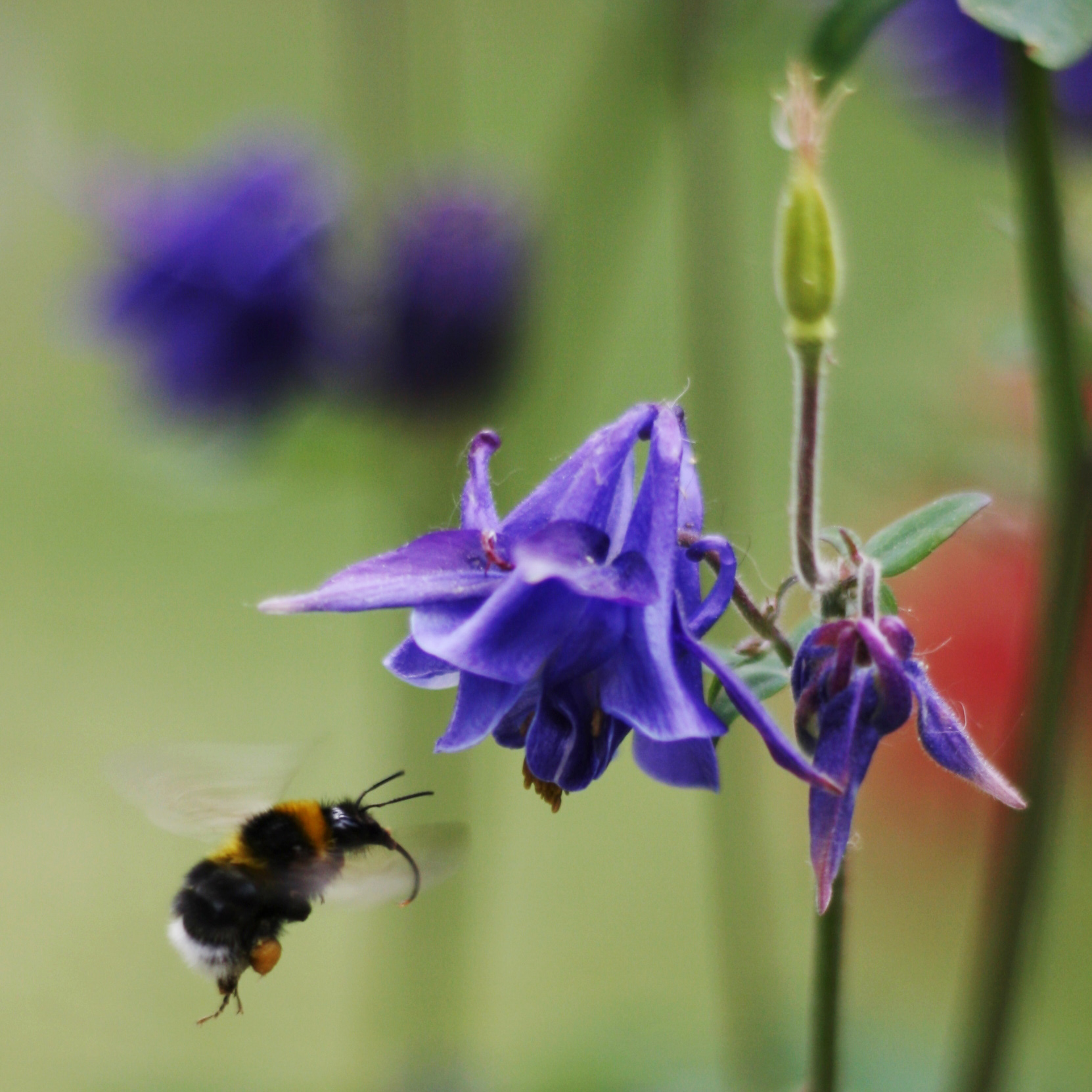
マルハナバチによる送粉

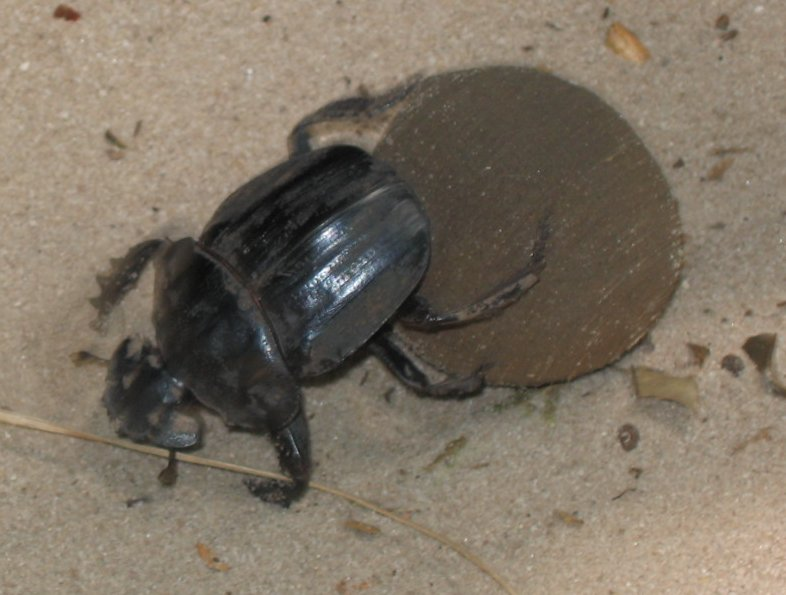
糞虫のような動物は、廃棄物を一次生産者が再利用できる無機質に変えるのを助ける

生態系サービスは、以下の4種類あるいは5種類に分類できる。
供給サービス(Provisioning services)
食品の提供（猟場・漁場など含む）
原材料（建築素材・繊維・染料・天然樹脂・接着剤・ゴム・油脂・医薬原料）
エネルギー資源（水力・バイオマス燃料）
調整サービス(Regulating Services)
気候調整（光合成による二酸化炭素吸収を含む）
洪水制御
廃棄物の分解と無毒化
文化的サービス(Cultural Services)
文化的・知的・精神的な刺激
レクリエーション・エコツーリズム・バードウォッチング
科学的発見
基盤サービス(Supporting Services)
栄養循環・土壌形成
作物の送粉と種子の拡散
水と空気の浄化
伝染病の防御
保全サービス(Preserving services)【注：海外ではこれを除く4種類とすることが多い】
資源利用の確保（遺伝的多様性および種多様性の維持）
災害に対する備え（傾斜地崩壊の予防など）
生態系サービスを通した人間と生態系の関係を理解する素材として、以下の例を示す。
ニューヨーク市の水質浄化
ニューヨーク市では、飲料水の水質が環境保護局が定める水準以下に落ち込んでいた。当局は、汚れてしまっていたキャッツキル水系(Catskill Watershed)（以前は市に水質浄化生態系サービスを供給していた）を回復させることを選んだ。汚水と農薬の水系への流入を減少させると、自然な非生物的なプロセス（例えば化学物質の土壌吸着と濾過）と、根や土壌微生物を通した生物的なリサイクルによって、水質は政府基準を満たした水準まで改善した。自然資本の投資費用は、10億～15億ドルと推計され、水濾過プラントの推定建設費用3億ドルとその推定年間ランニングコスト約60億～80億ドルとは、劇的な対比をなした。
ハチによる送粉
アメリカ合衆国の食糧生産のうち、15-30%はハチによる作物への送粉が必要である。多くの大規模農家は、このサービスを作物に与えるため、非在来のミツバチを導入する。「カリフォルニア州の農業地帯で、野生のハチのみが部分的あるいは完全な送粉をもたらすことができた。あるいは、野生バチとミツバチとの行動の交互作用を通して送粉サービスを強化した」という報告がある 。農場から1-2kmの距離にある野生バチが利用できるオーク森林と茂みの調和が、送粉サービスの供給を強く安定強化させることを、この研究は示している。
揚子江水系
揚子江水系において、生態学的に異なる森を通って流れる水系の空間モデルが、地域の水力発電に対する潜在能力を決定するために作製された。「水系の電力供給について、森をもし伐採した場合に比べて、森を維持することによる年間の経済的利益は2.2倍になる」という推定が、生態学的なパラメータ（植物・土壌・斜面の複合体）の相対的な価値を定量化することによって得られた。

## 生態学

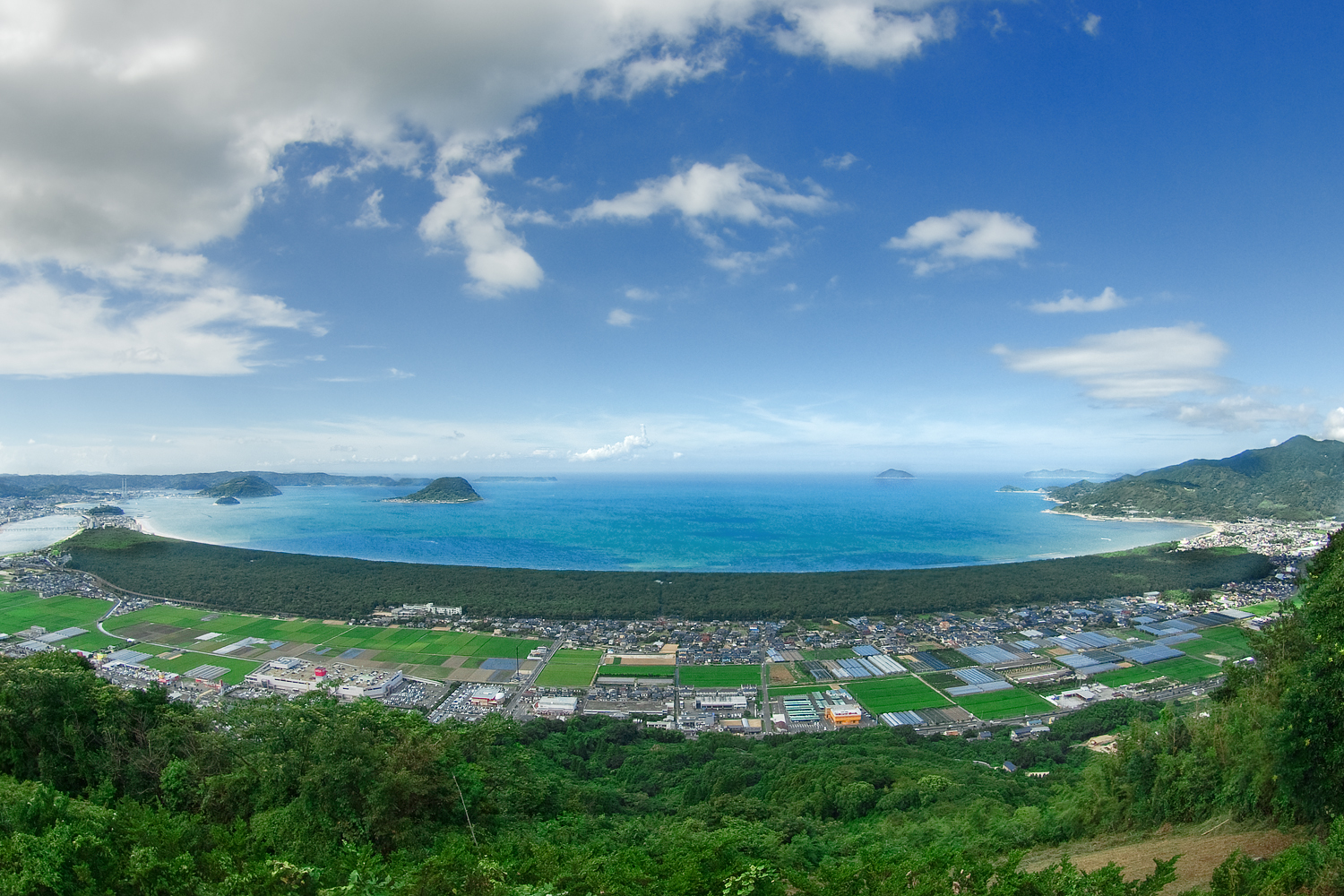
虹の松原：防風が目的で植えられたマツが、優れた景観をもたらしている

生態系サービスを理解するには、「生物と環境の相互作用・基本原理についての科学」生態学の基礎についての理解が必要になる。生物と環境の交互作用のスケールは、大きさは微生物から景観まで、時間はミリ秒から百万年単位まで変わりえるので、それらのエネルギー循環・物質循環を特徴づけて記述するには、多方面の注意が必要になる。
たとえば、森の生態系について述べるならば、地表には腐葉土が堆積しており、土壌中には微生物が生息する。それらは、有機物の除去・水の浄化・土壌流出防止などのサービスを提供している。複数のサービスが、しばしば付随的に生じることに注意が必要である。たとえば、防風林（調整サービス）として植樹された虹の松原が、現在は優れた景観を持つ名勝として文化的サービスをも提供している例などが挙げられる。
生物・プロセス・地球環境の相互の関係がどのように絡み合っているかを理解する上で、地球の生態系の複雑さは難解さの元になる。生態系サービスは人間生態学と関連している。生態系サービス研究の計画として、以下のステップを含むことが提案されている 。
1. 生態系サービス提供者（ESPs, ecosystem service providers ：特定の生態系サービスを提供する生物種または生物群集）の同定 。それらの機能的な役割および関係の特徴づけ。
2. 自然景観中でESPsがどのように機能するかについて影響を与える生物群集構造の様相の決定。たとえば、ESPs機能を安定させる補償反応や、ESPsを損なうかもしれない特定生物の絶滅シーケンスなどの分析。
3. サービス供給の鍵となる環境（非生物的）要因の評価。
4. ESPsおよびそのサービスが作用する空間的・時間的規模の測定。

ESPsの効率と量について異なる種の相対的重要度を定量化することを通して、ESP機能の評価を改善・標準化する技術が開発された。
そのようなパラメータは、生物種が環境（捕食者・資源の利用可能性・気候）の変化に反応する方法の指標を提供し、
生態系サービスを提供する非常に重要な生物種を特定することに役立つ。しかし、重大な欠点として、その技術では相互作用の影響を説明できないことが挙げられる。そして、その相互作用は、生態系を維持する際にしばしば複雑かつ基本的であり、その中にすぐに見つけられない優占させるべき生物種を含むことがある。そうであっても、生態系の機能的な構造を推定し、それを個別の生物種の特徴に関する情報と組み合わせることは、環境変化にさらされている生態系の回復力を理解することの助けになる。
多くの生態学者も、生態系サービスの供給は生物が多様であることで安定化が可能であると思っている。また、生物多様性が増えることは、社会が利用できる生態系サービスの種類を増やすことになる。生態系とそれによるサービスの管理のためには、生物多様性と生態系の安定性の関係を理解することが必須である。この生物多様性と生態系の安定性に関する仮説を、以下の副節に紹介する。

### Redundancy hypothesis
（仮訳：冗長性仮説）生態学的における「冗長性の概念」は、時々「機能的な補償」と呼ばれ、複数の生物種が生態系の中で所定の役割を果たすと仮定している。
より詳しくいうと、特定の生物種だけがサービスの提供の役割を負っているとき、生態系の安定性の維持には、ストレスがかかっている。このような状態は、さらなるストレスを生態系にもたらし、しばしば以降の撹乱に対する感受性を高めてしまう。冗長性仮説は、「同じ役割を持つ生物種が複数いることが生態系の回復力を強化する」と、纏めることができる。

### Rivet hypothesis
（仮訳：リベット仮説）この仮説では、各々の種の消失が生態系の機能に与える指数的影響を説明するために、飛行機の翼を留めているリベットの比喩を使う。時々「リベット抜き」と表現される。
もし、1つの生物種のみが失われたならば、生態系の効率全体への影響は比較的少ない。しかしながら、いくつかの種が失われるならば、飛行機の翼があまりに多くのリベットを失うと崩壊するように、生態系は根本的に崩壊する。この仮説では、生物種はその役割において比較的に特化していると考える。また、異なる生物種が互いに補償する能力は、「冗長性仮説」よりも少ないとしている。その結果、いかなる生物種の損失でも、生態系のパフォーマンスにきわめて重大である。「冗長性仮説」と「リベット仮説」との鍵となる違いは、種の損失が全体の生態系機能に影響を及ぼす率である。

### ポートフォリオ効果
ポートフォリオ効果とは、生物多様性を金融商品のポートフォリオに喩えるものである。投資のボラティリティ（ここでは、生態系サービスの安定性に関するリスク）は、内容の多様化によって最小化される。
これは、ある生物種群が与えられた環境の撹乱に対して、生物種ごとに異なる反応を示す「反応の多様性」の概念と、ポートフォリオの効果に類似点があるためである。したがって、多くの生物種が共存するとき、サービスの健全性を保存する安定機能が構築される。
これら3つの仮説について、野外および研究室内で検証実験が行なわれている。室内実験では、植物の根（根系）の周囲のミミズおよび共生バクテリアの影響について、集中的に研究が行なわれた。これらの実験は、リベット仮説を支持するようである。しかし、ミネソタ州の大草原での別の実験は、他の多くの野外実験と同じく、冗長性仮説を支持するようである。。

## 経済学

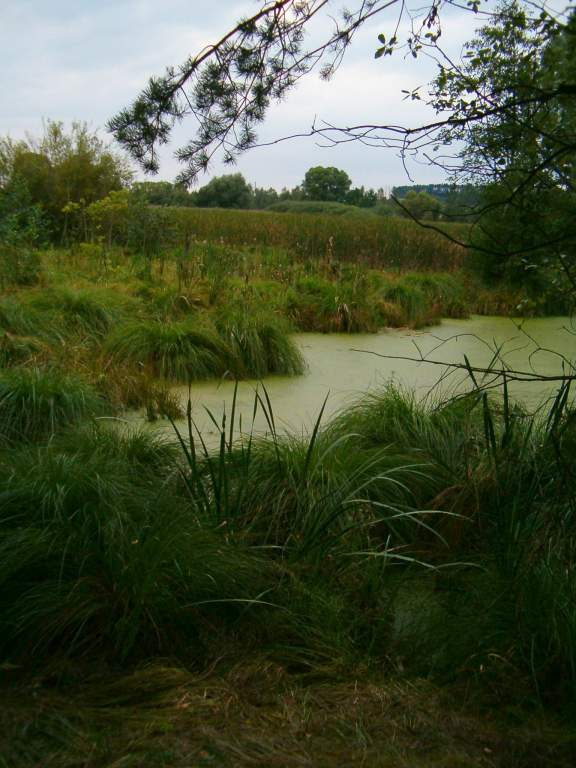
湿地では廃棄物の同化がおきる

生態系サービスについて、実際の価値と体感的価値に大きな相違がある場合がある。そのような不一致は、社会からの認知の遅さや、自然環境と人間との相互関連性について限られた知識しかないことに理由があるであろう。現代世界において環境への認識の改善は迅速に広まりつつあるが、自然資本とそのフローである生態系サービスについてはまだ十分な理解があるとは言えない。そのため、人々はいわゆるコモンズの悲劇に苦しむことになる。
人類の幸福のため、生態系サービスに関する正しい政策決定を行なうためには、将来の費用と効果について経済学的な知識を体系的に応用することが必要である。
1つの事例について生態学的情報を得て、解釈が可能であったとしても、それを他の例にも応用できるわけではない…という点で、政策決定に至る過程は、挑戦的である。経済的な決定を行なう上では、生態系サービスに関連する生態学的なプロセスの動態を理解することが不可欠である。
目標達成がより効率的になるように、サービスの唯一性や不分割性に関して重み付けした経済価値を割り当てることもある。
生態系サービスの経済評価法には、社会的なコミュニケーションと情報（多くの研究者が注目しているが特に挑戦的な状態で残されている領域）が関連している。それは、一般的には個人レベルでは様々な考え方があるが、社会には集団としての選択の傾向があるということである。その傾向から、サービスの経済価値を推定し、数字を与えることができる。金融用語を用いて、生態系サービスを評価する主な6つの方法は、以下のとおり
。
代替法
そのサービスを人工システムと置換することができる場合の費用。例：キャッツキル水系の水浄化プラント建設費用
トラベルコスト法
そのサービスを利用するために必要になる移動の費用。例：バードウォッチングやエコツーリズムの移動費用
ヘドニック法
そのサービスに関連して、土地・賃金など特定の商品に反映される付加価値。
仮想評価法（CVM・仮想市場法）
人々が付加価値を感じるかもしれないオプションの価値。通常、そのサービスにいくら支払うかをアンケートなどで調査し、価格を決定する。
Avoided Cost
そのサービスがない場合に必要となる経費として見積もる。例：廃棄物が分解されない場合に必要となる健康対策費
Factor Income
そのサービスが、収入の増加に関連する場合、その金額。例：漁場の水質改善は、漁師の収入増加につながる